# Grand Prix Formule 1 van India 2012
De Grand Prix Formule 1 van India 2012 werd gehouden op 28 oktober 2012 op het Buddh International Circuit. Het was de zeventiende race van het kampioenschap.

## Wedstrijdverslag

### Achtergrond

#### DRS-systeem
De coureurs mogen hun DRS-systeem tijdens de race op twee plaatsen gebruiken. Op het lange rechte stuk van start/finish en op het rechte stuk richting de vierde bocht mogen zij hun achtervleugel open zetten wanneer zij binnen een seconde van hun voorganger rijden.

### Kwalificatie
Red Bull-coureur Sebastian Vettel behaalde pole position voor deze race. Zijn teamgenoot Mark Webber start vanaf de tweede plek. De McLarens van Lewis Hamilton en Jenson Button staan op de plaatsen drie en vier, voor de Ferrari's van Fernando Alonso en Felipe Massa. Kimi Räikkönen staat in zijn Lotus op de zevende plaats, voor de Sauber van Sergio Pérez. Pastor Maldonado zette zijn Williams neer op de negende plaats. Nico Rosberg ging voor Mercedes wel door naar Q3, maar zette hierin geen tijd neer en moet hierdoor als tiende starten.

### Race
De race werd ook gewonnen door Sebastian Vettel, voor Fernando Alonso en Mark Webber. De McLarens van Lewis Hamilton en Jenson Button eindigden hierachter, voor Felipe Massa op plaats 6. Kimi Räikkönen eindigde op de zevende plaats, voor de Force India van Nico Hülkenberg. Räikkönens teamgenoot Romain Grosjean en Bruno Senna in zijn Williams haalden de laatste punten binnen.

## Vrije trainingen
- Er wordt enkel de top 5 weergegeven.

| Vrije training 1 | Pos | No | Coureur          | Constructeur            | Tijd     |
| ---------------- | --- | -- | ---------------- | ----------------------- | -------- |
| Vrije training 1 | 1   | 1  | Sebastian Vettel | Red Bull Racing-Renault | 1:27.619 |
| Vrije training 1 | 2   | 3  | Jenson Button    | McLaren-Mercedes        | 1:27.929 |
| Vrije training 1 | 3   | 5  | Fernando Alonso  | Ferrari                 | 1:28.044 |
| Vrije training 1 | 4   | 4  | Lewis Hamilton   | McLaren-Mercedes        | 1:28.046 |
| Vrije training 1 | 5   | 2  | Mark Webber      | Red Bull Racing-Renault | 1:28.175 |
| Vrije training 2 | Pos | No | Coureur          | Constructeur            | Tijd     |
| Vrije training 2 | 1   | 1  | Sebastian Vettel | Red Bull Racing-Renault | 1:26.221 |
| Vrije training 2 | 2   | 2  | Mark Webber      | Red Bull Racing-Renault | 1:26.339 |
| Vrije training 2 | 3   | 5  | Fernando Alonso  | Ferrari                 | 1:26.820 |
| Vrije training 2 | 4   | 8  | Nico Rosberg     | Mercedes                | 1:27.022 |
| Vrije training 2 | 5   | 9  | Kimi Räikkönen   | Lotus-Renault           | 1:27.030 |
| Vrije training 3 | Pos | No | Coureur          | Constructeur            | Tijd     |
| Vrije training 3 | 1   | 1  | Sebastian Vettel | Red Bull Racing-Renault | 1:25.842 |
| Vrije training 3 | 2   | 3  | Jenson Button    | McLaren-Mercedes        | 1:26.034 |
| Vrije training 3 | 3   | 2  | Mark Webber      | Red Bull Racing-Renault | 1:26.108 |
| Vrije training 3 | 4   | 4  | Lewis Hamilton   | McLaren-Mercedes        | 1:26.151 |
| Vrije training 3 | 5   | 9  | Kimi Räikkönen   | Lotus-Renault           | 1:26.209 |

Testcoureurs:
- Valtteri Bottas (Williams-Renault; P11)
- Giedo van der Garde (Caterham-Renault; P19)
- Esteban Gutiérrez (Sauber-Ferrari; P20)

## Kwalificatie
| Pos                 | No | Coureur            | Constructeur            | Q1       | Q2       | Q3        | Grid |
| ------------------- | -- | ------------------ | ----------------------- | -------- | -------- | --------- | ---- |
| 1                   | 1  | Sebastian Vettel   | Red Bull Racing-Renault | 1:26.387 | 1:25.435 | 1:25.283  | 1    |
| 2                   | 2  | Mark Webber        | Red Bull Racing-Renault | 1:26.744 | 1:25.610 | 1:25.327  | 2    |
| 3                   | 4  | Lewis Hamilton     | McLaren-Mercedes        | 1:26.516 | 1:25.816 | 1:25.544  | 3    |
| 4                   | 3  | Jenson Button      | McLaren-Mercedes        | 1:26.564 | 1:25.467 | 1:25.659  | 4    |
| 5                   | 5  | Fernando Alonso    | Ferrari                 | 1:26.829 | 1:25.834 | 1:25.773  | 5    |
| 6                   | 6  | Felipe Massa       | Ferrari                 | 1:26.939 | 1:26.111 | 1:25.857  | 6    |
| 7                   | 9  | Kimi Räikkönen     | Lotus-Renault           | 1:26.740 | 1:26.101 | 1:26.236  | 7    |
| 8                   | 15 | Sergio Pérez       | Sauber-Ferrari          | 1:27.179 | 1:26.076 | 1:26.360  | 8    |
| 9                   | 18 | Pastor Maldonado   | Williams-Renault        | 1:26.048 | 1:25.983 | 1:26.713  | 9    |
| 10                  | 8  | Nico Rosberg       | Mercedes                | 1:26.458 | 1:25.976 | Geen tijd | 10   |
| 11                  | 10 | Romain Grosjean    | Lotus-Renault           | 1:26.897 | 1:26.136 |           | 11   |
| 12                  | 12 | Nico Hülkenberg    | Force India-Mercedes    | 1:27.185 | 1:26.241 |           | 12   |
| 13                  | 19 | Bruno Senna        | Williams-Renault        | 1:26.851 | 1:26.331 |           | 13   |
| 14                  | 7  | Michael Schumacher | Mercedes                | 1:27.482 | 1:26.574 |           | 14   |
| 15                  | 16 | Daniel Ricciardo   | STR-Ferrari             | 1:27.006 | 1:26.777 |           | 15   |
| 16                  | 11 | Paul di Resta      | Force India-Mercedes    | 1:27.462 | 1:26.989 |           | 16   |
| 17                  | 14 | Kamui Kobayashi    | Sauber-Ferrari          | 1:27.517 | 1:27.219 |           | 17   |
| 18                  | 17 | Jean-Éric Vergne   | STR-Ferrari             | 1:27.525 |          |           | 18   |
| 19                  | 21 | Vitaly Petrov      | Caterham-Renault        | 1:28.756 |          |           | 19   |
| 20                  | 20 | Heikki Kovalainen  | Caterham-Renault        | 1:29.500 |          |           | 20   |
| 21                  | 24 | Timo Glock         | Marussia-Cosworth       | 1:29.613 |          |           | 21   |
| 22                  | 22 | Pedro de la Rosa   | HRT-Cosworth            | 1:30.592 |          |           | 22   |
| 23                  | 23 | Narain Karthikeyan | HRT-Cosworth            | 1:30.593 |          |           | 23   |
| 24                  | 25 | Charles Pic        | Marussia-Cosworth       | 1:30.662 |          |           | 24   |
| 107% tijd: 1:32:071 |    |                    |                         |          |          |           |      |

## Race
| Pos | No | Coureur            | Constructeur            | Rondes | Tijd/Oorzaak uitval | Grid | Punten |
| --- | -- | ------------------ | ----------------------- | ------ | ------------------- | ---- | ------ |
| 1   | 1  | Sebastian Vettel   | Red Bull Racing-Renault | 60     | 1:31:10.744         | 1    | 25     |
| 2   | 5  | Fernando Alonso    | Ferrari                 | 60     | +9.437              | 5    | 18     |
| 3   | 2  | Mark Webber        | Red Bull Racing-Renault | 60     | +13.217             | 2    | 15     |
| 4   | 4  | Lewis Hamilton     | McLaren-Mercedes        | 60     | +13.909             | 3    | 12     |
| 5   | 3  | Jenson Button      | McLaren-Mercedes        | 60     | +26.266             | 4    | 10     |
| 6   | 6  | Felipe Massa       | Ferrari                 | 60     | +44.674             | 6    | 8      |
| 7   | 9  | Kimi Räikkönen     | Lotus-Renault           | 60     | +45.227             | 7    | 6      |
| 8   | 12 | Nico Hülkenberg    | Force India-Mercedes    | 60     | +54.998             | 12   | 4      |
| 9   | 10 | Romain Grosjean    | Lotus-Renault           | 60     | +56.103             | 11   | 2      |
| 10  | 19 | Bruno Senna        | Williams-Renault        | 60     | +1:14.975           | 13   | 1      |
| 11  | 8  | Nico Rosberg       | Mercedes                | 60     | +1:21.694           | 10   |        |
| 12  | 11 | Paul di Resta      | Force India-Mercedes    | 60     | +1:22.815           | 16   |        |
| 13  | 16 | Daniel Ricciardo   | STR-Ferrari             | 60     | +1:26.064           | 15   |        |
| 14  | 14 | Kamui Kobayashi    | Sauber-Ferrari          | 60     | +1:26.495           | 17   |        |
| 15  | 17 | Jean-Éric Vergne   | STR-Ferrari             | 59     | +1 ronde            | 18   |        |
| 16  | 18 | Pastor Maldonado   | Williams-Renault        | 59     | +1 ronde            | 9    |        |
| 17  | 21 | Vitaly Petrov      | Caterham-Renault        | 59     | +1 ronde            | 19   |        |
| 18  | 20 | Heikki Kovalainen  | Caterham-Renault        | 59     | +1 ronde            | 20   |        |
| 19  | 25 | Charles Pic        | Marussia-Cosworth       | 59     | +1 ronde            | 24   |        |
| 20  | 24 | Timo Glock         | Marussia-Cosworth       | 58     | +2 ronden           | 21   |        |
| 21  | 23 | Narain Karthikeyan | HRT-Cosworth            | 58     | +2 ronden           | 23   |        |
| 22  | 7  | Michael Schumacher | Mercedes                | 55     | Uitgevallen         | 14   |        |
| DNF | 22 | Pedro de la Rosa   | HRT-Cosworth            | 42     | Remmen              | 22   |        |
| DNF | 15 | Sergio Pérez       | Sauber-Ferrari          | 20     | Lekke band          | 8    |        |

## Standen na de Grand Prix
- Er wordt enkel de top 5 weergegeven.

### Coureurs
| Positie | Nummer | Rijder           | Team                    | Punten |
| ------- | ------ | ---------------- | ----------------------- | ------ |
| 1       | 1      | Sebastian Vettel | Red Bull Racing-Renault | 240    |
| 2       | 5      | Fernando Alonso  | Ferrari                 | 227    |
| 3       | 9      | Kimi Räikkönen   | Lotus-Renault           | 173    |
| 4       | 2      | Mark Webber      | Red Bull Racing-Renault | 167    |
| 5       | 4      | Lewis Hamilton   | McLaren-Mercedes        | 165    |

### Constructeurs
| Positie | Nummers | Team                    | Rijders                         | Punten |
| ------- | ------- | ----------------------- | ------------------------------- | ------ |
| 1       | 1 2     | Red Bull Racing-Renault | Sebastian Vettel Mark Webber    | 407    |
| 2       | 5 6     | Ferrari                 | Fernando Alonso Felipe Massa    | 316    |
| 3       | 3 4     | McLaren-Mercedes        | Jenson Button Lewis Hamilton    | 306    |
| 4       | 9 10    | Lotus-Renault           | Kimi Räikkönen Romain Grosjean  | 263    |
| 5       | 7 8     | Mercedes                | Michael Schumacher Nico Rosberg | 136    |

## Noot
- Dit was de tweede overwinning van de Grote Prijs van India voor Sebastian Vettel.